# Schaftnach
Schaftnach (ostfränkisch: Schoofdla)  ist ein Gemeindeteil der kreisfreien Stadt Schwabach (Mittelfranken, Bayern). Schaftnach liegt in der Gemarkung Großschwarzenlohe.

## Geographische Lage
Das Dorf liegt etwa 14 Kilometer südlich von Nürnberg, vier Kilometer östlich des Ortskernes von Schwabach und einen Kilometer südlich des Zusammenflusses von Rednitz und Schwarzach. Im Süden grenzt das Waldgebiet Vogelherd an. Die Kreisstraße RH 2/SC 2 führt nach Leerstetten (3,3 km östlich) bzw. zur Staatsstraße 2239 bei Penzendorf (0,5 km nordwestlich).

## Geschichte
Der Ort wurde 1289 als „Schaftenach“ erstmals urkundlich erwähnt. Der Ortsname leitet sich von der früher dort überwiegend betriebenen Schafzucht ab, „Schaf’ten“ als Tätigkeit für Schafe hüten und „Ache“ ahd. für Bach, Fluss.
Vermutlich entstand das Haufendorf Schaftnach zeitgleich mit den Nachbarorten Penzendorf 1263 und Königshammer um 1200. Die Schafzucht auf den Wässerwiesen des Rednitztales war der ursprüngliche Haupterwerb, Schaftnach war der Schur- und Schlachtort, sowie die Niederung unterhalb des Penzendorfer Berges das klimatisch relativ milde Winterquartier. Die noch bis ins Mittelalter halbnomadisch lebende Bevölkerung hinterließ keine schriftlichen Spuren oder Bodendenkmäler. Noch heute werden die Schaftnacher im ostfränkischen Dialekt die „Schoft’ler“ also Schafhirten genannt.
Ursprünglich war das Kloster Ebrach im Ort begütert. Diese veräußerten ihren Besitz an Nürnberger Patrizier, die wiederum einen Teil ihrer Güter an die Deutschordenskommende Nürnberg, an das Heilig-Geist-Spital, an das St. Klarakloster und an das Reiche Almosen verkauften, und an das Richteramt Schwand. Die Fraisch hatte die Burggrafschaft Nürnberg inne, und in deren Nachfolge die Markgrafschaft Ansbach.
Im Jahr 1623, während des Dreißigjährigen Krieges, als Schwabach erfolglos belagert wurde, wurde in Schaftnach eine Bürgerwehr gebildet.
Im Jahr 1732 gab es laut den Oberamtsbeschreibungen von Johann Georg Vetter in Schaftnach 13 Anwesen, von denen 4 der Deutschordenskommende Nürnberg unterstanden, 2 dem Fürstentum Ansbach (Richteramt Schwand: 1, Spital Schwabach: 1), 5  der Reichsstadt Nürnberg (Klosteramt St. Klara: 3, Landesalmosenamt: 1, Spitalamt Heilig Geist: 1) und 2 dem Nürnberger Eigenherren von Fürer.
Auch gegen Ende des 18. Jahrhunderts gab es in Schaftnach 13 Anwesen und ein Gemeindehirtenhaus. Das Hochgericht übte das brandenburg-ansbachische Richteramt Schwand aus. Einen Gemeindeherrn hatte das Dorf nicht. Grundherren waren die Deutschordenskommende Nürnberg (1 Ganzhof, 2 Halbhöfe, Köblergut), das Fürstentum Ansbach (Richteramt Schwand: 1 Leerhaus; Spital Schwabach: 1 Köblergut), die Reichsstadt Nürnberg (Klosteramt St. Klara: 1 Halbhof; Klosteramt Pillenreuth: 1 Ganzhof; Landesalmosenamt: 1 Halbhof; Spitalamt Hl. Geist: 1 Halbhof) und Nürnberger Eigenherren (Kreß von Kressenstein: 1 Leerhaus; von Volckamer: 1 Ganzhof).
Von 1797 bis 1808 unterstand der Ort dem Justiz- und Kammeramt Schwabach. Im Rahmen des Gemeindeedikts wurde 1808 Schaftnach dem Steuerdistrikt Großschwarzenlohe (I. Sektion) und der 1818 gebildeten Ruralgemeinde Großschwarzenlohe zugeordnet.
Im Zweiten Weltkrieg gab es in Schaftnach kurz vor Kriegsende eine Artilleriestellung mit zwei Geschützen, die den Rednitzübergang bei Penzendorf absichern sollte. Nachdem bereits der Anmarsch am 6. April 1945 wegen Benzinmangels verspätet erfolgte, war die Stellung wegen Munitionsmangels handlungsunfähig. Eine völlige Zerstörung des Ortes und die bereits befohlene Sprengung der nahegelegenen Rednitzbrücke konnten trotz der am 18. April 1945, tobenden Schlacht um Nürnberg und der zeitgleichen Bombardierung Schwabachs durch die bedingungslose Kapitulation am 20. April 1945 abgewendet werden.
Am 1. Mai 1978 wurde Schaftnach im Zuge der Gebietsreform in Bayern nach Schwabach eingegliedert.
Schaftnach wurde im ausgehenden 20. Jahrhundert zu einer Enklave, eingekesselt zwischen der autobahnähnlich ausgebauten Bundesstraße 2, dem hier 1985 gefluteten Main-Donau-Kanal und der Rednitz. In der Nähe des Ortes befindet sich im Kanal bei MDK km 80 eine Panzerdurchfahrt, die von beiden Seiten als Slipstelle zum Einsetzen von Sportbooten genutzt werden kann, und dank der komfortablen Parkmöglichkeiten gerne von Badegästen aufgesucht wird. Die Wasserwacht hatte dort in den 1980er Jahren eine ständige Bedarfs-Wachhütte errichtet, die in den Sommermonaten bei Badewetter regelmäßig besetzt war. Diese wird allerdings seit Anfang der 1990er Jahre nicht mehr bewirtschaftet. 2011 kam es dort zu einem tödlichen Unfall, bei dem ein Rentner sein Fahrzeug nahe der Sliprampe abstellte, zum Erdbeerenpflücken ging und jedoch seine beiden Enkeltöchter (7 und 10) derweil im Auto beließ. Dieses kam aus ungeklärten Gründen ins Rollen; das ältere Mädchen konnte sich noch rechtzeitig selbst retten, bevor das Fahrzeug im Kanal versank, das jüngere wurde erst nach 45 Minuten von herbeieilenden Tauchern geborgen und verstarb.
Die Landwirtschaft trägt noch heute einen stattlichen Teil zur Wirtschaftsleistung des Ortes bei. Die Schafzucht wurde aufgegeben. Einen Kaninchenzüchter gibt es noch. Weiterhin werden am Ort eine Gastwirtschaft mit Biergarten, eine Büchsenmacherei, ein Landtechnikbedarf, ein EDV-Büro und eine Heizungsbaufirma betrieben. Auf den Dächern sind solarelektrische Anlagen mit einer Gesamtleistung von etwa 60 Kilowatt installiert.

### Baudenkmäler
In Schaftnach gibt es sieben Baudenkmäler:
- Herbstwiesenweg 1: Feuerwehrhaus mit Viehwaage und aufgesetztem Glockentürmchen
- Herbstwiesenweg 2 und 4: dazugehörige Scheunen
- Kanalstr. 1: Wohnstallhaus
- Schaftnacher Str. 24: Wohnstallhaus
- Schaftnacher Str. 33: Bauernhaus
- Schaftnacher Str. 37: Backofen

### Einwohnerentwicklung
| Jahr      | 001818 | 001840 | 001861 | 001871 | 001885 | 001900 | 001925 | 001950 | 001961 | 001970 | 001987 | 002014 | 002020 |
| Einwohner | 93     | 100    | 109    | 107    | 106    | 99     | 90     | 209    | 173    | 191    | 195    | 145    | 208    |
| Häuser    | 14     | 17     |        |        | 17     | 17     | 14     | 27     | 24     |        | 44     |        |        |
| Quelle    | [ 14 ] | [ 15 ] | [ 16 ] | [ 17 ] | [ 18 ] | [ 19 ] | [ 20 ] | [ 21 ] | [ 22 ] | [ 23 ] | [ 24 ] |        |        |

## Religion
Der Ort ist seit der Reformation evangelisch-lutherisch geprägt und bis heute in die Stadtkirche St. Johannes und St. Martin (Schwabach)  gepfarrt. Die Katholiken sind nach St. Sebald (Schwabach) gepfarrt.

## Veranstaltungen
Am ersten Augustwochenende wurde jährlich die Kärwa gefeiert. Im Juni 2011 wurde von der Freiwilligen Feuerwehr Schaftnach und dem örtlichen Gesangsverein ein viertägiges Festival zum 100-/125-jährigen Bestehen ausgerichtet.